# مرلي غولدمان
مرلي غولدمان (بالإنجليزية: Merle Goldman)‏ هي مؤرخة أمريكية، ولدت في 12 مارس 1931 في نيو هيفن في الولايات المتحدة.